# Luz Marina Zuluaga
Luz Marina Zuluaga Zuluaga (Pereira, 31 d'octubre de 1938 - Manizales, 2 de desembre de 2015) va ser una model i reina de bellesa colombiana, coneguda per ser la primera guanyadora del seu país del concurs Miss Univers el 1958. També va ser coneguda per ser primera germana del pintor Antonio Zuluaga.

## Biografia
Luz Marina Zuluaga va néixer d'una família no gaire acomodada que es va mudar a Manizales, quan ella era una nena, i va créixer en aquesta ciutat. Ja major, es va presentar al concurs de Senyoreta Caldas; després, en el Concurs Nacional de Bellesa de Colòmbia de 1957, Luz Marina va quedar com a Virreina Nacional, però després de la renúncia de Doris Gil (Senyoreta Colòmbia 1957), va ser designada com la representant de Colòmbia en Miss Univers.
Després de la seva coronació en Miss Univers es va casar amb un veí, Enrique Vélez. Van contreure matrimoni amb prou feines Enrique va acabar la seva carrera com otorrinolaringòleg, i van anar a viure als Estats Units. Allà van tenir al seu primogènit. Uns anys després, van tornar a Manizales. Van tenir dos fills més i una filla, Andrea Vélez, qui després també va ser Senyoreta Caldas.

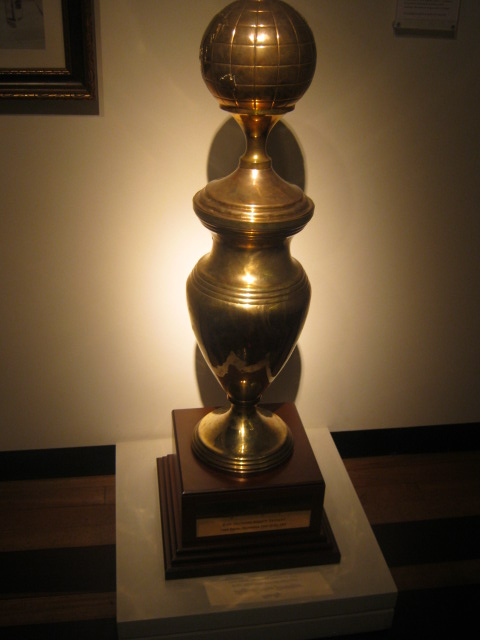
Trofeu de Miss Univers 1958, guanyat per ella

## Miss Colòmbia 1957
Quan es va efectuar la cerimònia de coronació, la guanyadora va ser la Senyoreta Antioquia, Doris Gil Santamaría, i ella, Luz Marina Zuluaga, va quedar com virreina. Mesos més tard, Doris Gil va abdicar el títol en favor de Luz Marina Zuluaga, perquè s'anava a casar i els estatuts de Miss Univers prohibeixen participants casades.
Luz Marina Zuluaga era la representant de l'anomenat "Vell Caldas", que per aquell temps també estava integrat pel que avui són els departaments de Caldas, Quindío i Risaralda.

## Miss Univers 1958
El concurs es va dur a terme el 25 de juliol de 1958, en Long Beach (Califòrnia). La colombiana, després de la desfilada en vestit de bany, va aconseguir l'atenció d'experts i va ser inclosa entre les favorites per portar-se la Corona.
Les 15 finalistes van ser anunciades per ordre alfabètic:
Alemanya, Brasil, Xile, Colòmbia, Dinamarca, Estats Units, Grècia, Hawaii, Països Baixos, Israel, Japó, Perú, Polònia, Suècia i Surinam.
Les cinc finalistes van ser:
Brasil, Colòmbia, Estats Units, Hawaii i Polònia.
La fallada final va quedar així:
- Tercera Princesa: Miss Polònia, Alicja Bobrowska.
- Segona Princesa: Miss Estats Units, Eurlyne Howell.
- Primera Princesa: Miss Hawaii, Geri Hoo.
- Virreina: Miss Brasil, Adalgisa Colombo.
- Miss Univers 1958: Miss Colòmbia, Luz Marina Zuluaga.

Luz Marina es va demorar una mica a tornar a Colòmbia, perquè el personal de seguretat estava alguna cosa inquiet per la volatilitat política de l'època. Quan per fi va tornar al país, va ser rebuda en l'Aeroport Internacional de Techo de Bogotà, per les més altes autoritats del país, inclosa la Junta Militar, que governava en aquest moment.

## Defunció
La matinada del 2 de desembre de 2015 Luz Marina, va ser trobada desmaiada en el bany de la seva residència en Manizales. Després d'atendre la trucada d'emergència els paramèdics van intentar reanimar-la però els seus intents van ser en va. El decés es va confirmar.

## Cronologia
- 1938 Neix a Pereira, Vell Caldas -avui Risaralda-.
- 1957 Concursa en el certamen de Senyoreta Caldas resultant triada. En el certamen nacional queda en segon lloc, però per abdicació de la guanyadora assumeix el seu lloc.
- 1958 És la primera colombiana a participar en el concurs, i el 25 de juliol és coronada com Miss Univers.
- 1966 Es casa i es muda als Estats Units, on neix el seu primer fill.
- 1991 La seva filla Andrea participa per Caldas en Miss Colòmbia, però no classifica entre les cinc finalistes.
- 2015 Mor en la seva residència de Manizales a causa d'una parada respiratòria.